# Heide-Linde Mehlitz

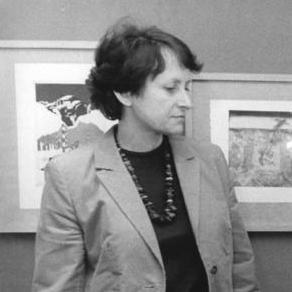
Heide-Linde Mehlitz im April 1983

Heide-Linde Mehlitz (geborene Richter; * 20. Januar 1941 in Cottbus; † 28. November 1988 in Berlin) war eine Funktionärin der Freien Deutschen Jugend (FDJ) und des Demokratischen Frauenbundes Deutschlands (DFD).

## Leben
Heide-Linde Mehlitz, von Beruf Lehrerin und diplomierte Gesellschaftswissenschaftlerin, leitete bis 1966 die FDJ-Kreisorganisation Finsterwalde und war anschließend bis 1978 im Zentralrat der FDJ tätig. 1978 übernahm sie die Leitung der Abteilung Internationale Verbindungen im Bundesvorstand des DFD. Im März 1982 wurde sie vom XI. Bundeskongress des DFD zum Mitglied des Präsidiums und zur Sekretärin des Bundesvorstandes des DFD gewählt, verantwortlich für die internationale Arbeit der Frauenorganisation. In dieser Funktion gehörte sie dem Friedensrat der DDR an und war hier von Februar 1982 bis zu ihrem plötzlichen Tod 1988 Vizepräsidentin. Mehlitz vertrat den DFD im Rat der IDFF und war seit Juni 1983 Mitglied des Weltfriedensrates. Sie war Mitglied der SED und Trägerin der Clara-Zetkin-Medaille. Sie war geschieden und hatte eine Tochter.